# ペンタブレット

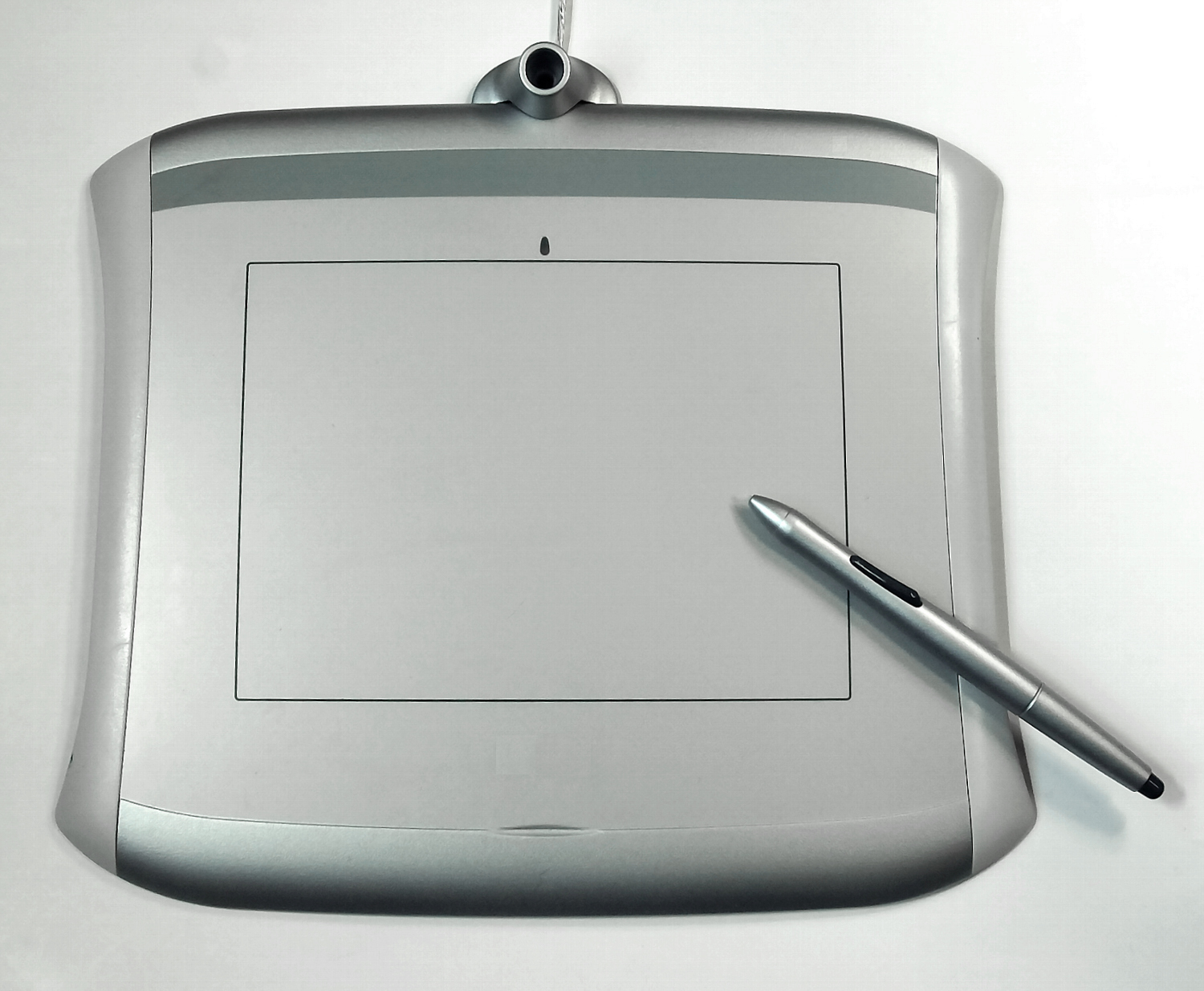
ペンタブレット

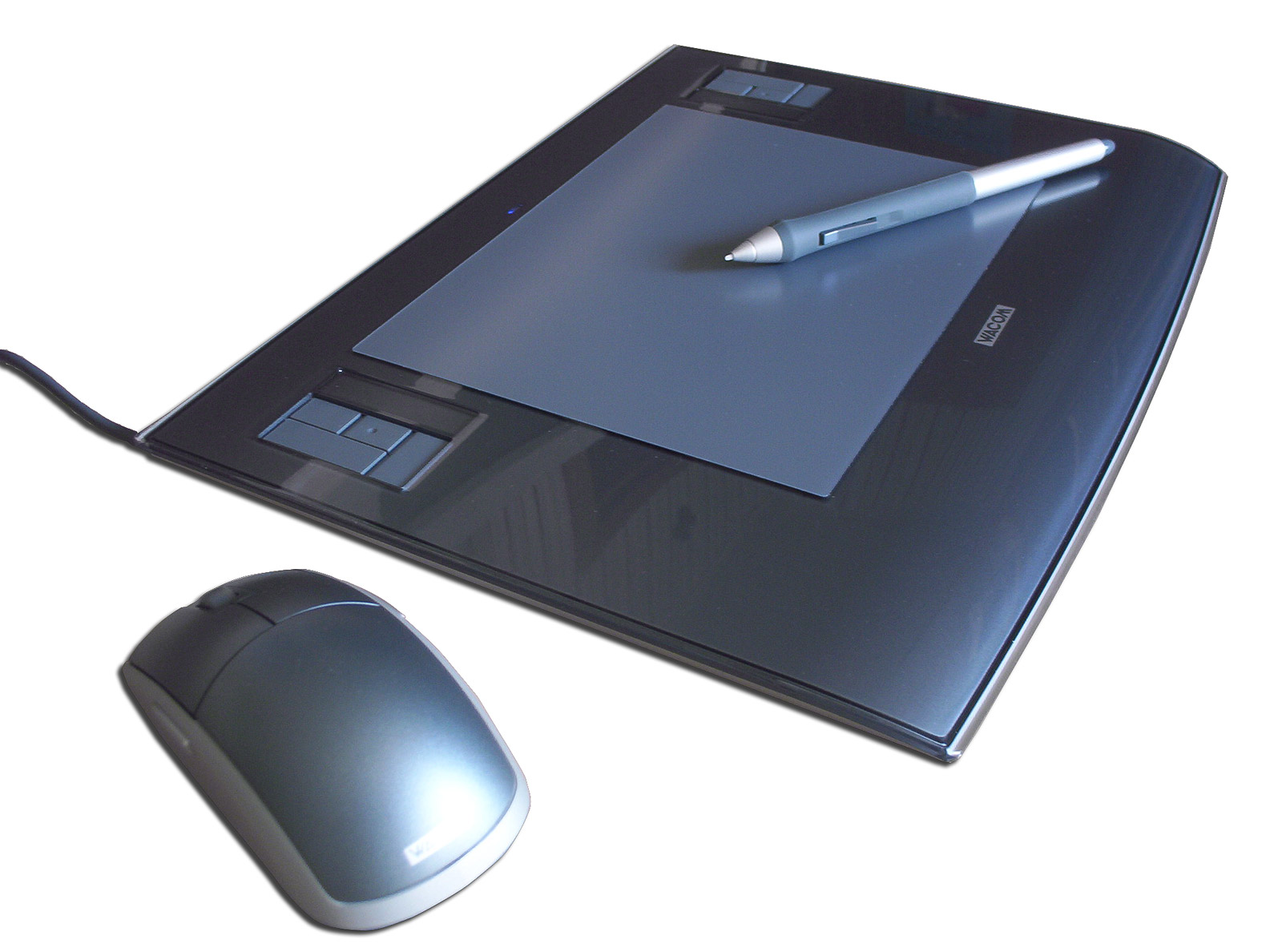
ワコム Intuos 3 (A5)

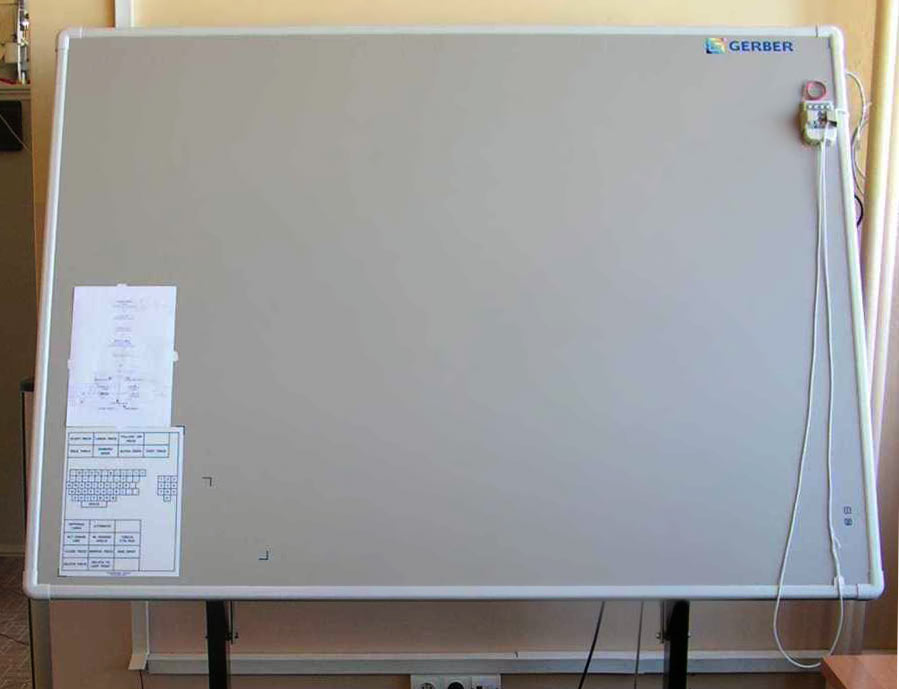
ガーバー・サイエンティフィック製デジタイザ

ペンタブレットは、ペン状のものでポインティング操作をする、タブレットの一種である。コンピュータに使用するポインティングデバイスの一種。
ドローイング・タブレット (drawing tablet)、デジタル・アート・ボード (digital art board) などとも呼ぶ（主に英語圏）。汎用的には、グラフィックスタブレット（英: graphics tablet）と総称される。

## 歴史
古くは、デジタイザ (digitizer) がこのペンタブレットの原型である。デジタイザは、専用ポインティングデバイス（ペン型に限らない）と板状の装置の組み合わせにより、図形などの入力を行う装置の総称である。デジタイザは図形等の高精度な座標を入力するための装置であり、ペンタブレットは当初はその低精度な廉価版として操作を容易にしたものとして発売された。
同様なポインティングデバイスに「ライトペン」があるが、こちらはディスプレイ画面の光（輝点）を利用して位置検出を行っているため、デジタイザ、ペンタブレット等とは原理的に異なる。
なお、ペン状のデバイスとしては他に3次元情報の入力のためのものなどもある（Phantom など。ハプティックデバイスの一種）。
ペン状のデバイスでコンピュータを操作する（ペンコンピューティング）と言う古い時代のアイデアとしては、1950年代後半のTom DimondによるStylator (stylus translator)  というものが挙げられる。続いて、1960年代にはRANDタブレットが生産された。
その後パーソナルコンピュータ (PC) やワークステーションの時代に入りつつあった、1970年代から1980年代にかけては、Summagraphics社の「BitPad」がCADで広く使われた。これをApple社がOEMで採用し、Apple II用の「Apple Graphics Tablet」として1979年に発売。これが最初期の民生用ペンタブレットとなる。そしてこれに付属していた、世界初のペンタブレット用カラーグラフィックソフトウェア「Utopia Graphics System」の作者がミュージシャンのトッド・ラングレンである。
1980年代前半の民生用ペンタブレットとしては、1983年に発売されたKoalaPadが広く使われた。当初はApple II用に発売され、後に他のPC用にも発売された。他にもいくつか競合製品があり、Atari社も純正のペンタブレットを発売している。
1983年に電磁誘導方式のペンタブレットを研究する企業としてワコム社が日本で設立され、1984年に最初の製品として世界初のコードレスペンタブレット「WTシリーズ」を発売した。これまでのペンタブレットはペンに電源を供給するコードが必要とされたが、ワコムのペンタブレットは電磁誘導方式を採用しており、ペンにコードが必要なかった。1980年代中頃にはヨーロッパを中心に世界展開を行い、世界的にも大きなシェアを獲得。2013年現在の時点で世界シェア80%、日本国内シェア92.3%と、その後も現在まで数十年にわたってペンタブレット市場をほぼ独占している。電磁誘導方式は2010年代でも関連特許が出願されているなどの事情から、今後も競合製品が登場する見込みは薄い。

## 概要
ペンタブレットは、専用の電子ペンないしその他のペン状の物体の位置を、本体である板状のタブレットに内蔵したセンサにより読み取って、コンピュータ本体にその位置ないし動きの情報を送る装置である。
ユーザインタフェース機器としては通常、ポインティングデバイスに分類され、コンピューターのディスプレイ上のポインタを操作するのに使用する。通例、タブレット上の座標をディスプレイ上の座標にマッピングすることで、画面上の絶対座標を直接入力することができる。
ペンタブレットの先祖は、デジタイザ (現在は 英: graphics tablet と呼ばれている) と呼ばれた、主としてCAD用に使われた絶対座標入力のための機器と、ペンタッチキーボードである（なお、ペンタブレットも graphics tablet に含まれる）。
前者と比べると、ペンは位置検出が難しく、文字が書かれた升目のサイズで認識できればよい後者と比べると、必要とされる位置精度が一桁以上違うこと、がそれぞれペンタブレットを実現するための課題であった。ペンタッチキーボードではたいてい周辺機器側でキーボードをエミュレーションする、といった点も異なる。
ペン以外に、CAD用のそれと同様の高精度な座標入力のための機器や、マウス状の機器や消しゴムなど（後述）が使える製品もある。

### マウスとの比較

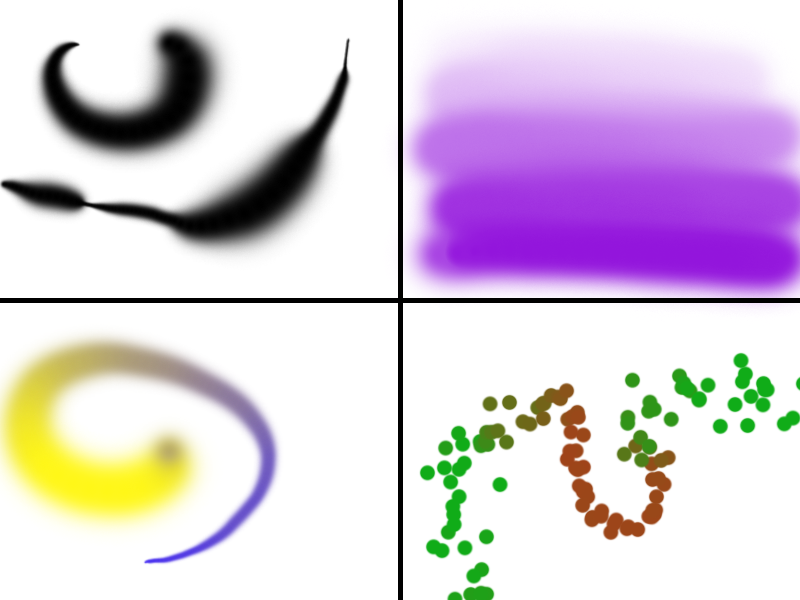
筆圧感知機能を利用した描画例

一般的なポインティングデバイスであるマウスに比べ、手描きに近い直感的なポインタ操作ができるため、コンピュータ上でのイラスト・絵画製作に用いられる。また、製品によってはペン型入力機器に筆圧やペンの傾きを感知できる機構が内蔵されており、実際の筆記用具と同様に絵画制作で繊細かつ微妙なタッチを表現することができる。ただし、ハードウェアが検出した情報をソフトウェア側で処理して反映する必要があるため、使用するソフトウェアによっては筆圧や傾きが表現されない場合もある。Corel PainterやAdobe Photoshop、CLIP STUDIO PAINTなどの代表的なペイントソフトウェアは筆圧情報等の処理に対応している。
現在、PC向けのマウスの分解能は、一般的な製品で0.006mmほどであるが、実際には角度などによって精度が落ちることが多く、また指先ではなく腕と手のひらで移動させているため、非常に細かい動作が困難であり、感覚的な分解能は0.1mmにも満たない。その点、ペンタブレットであればペン先0.1 - 0.005mmほど（分解能は製品によりまちまちだが、近年では大衆向けの安価な製品でも0.01mm前後である）の動作にも敏感に反応して動作させることができるのである。

### 専用ペン
ペンタブレット用ペン型入力機器には、いくつかの種類がある。変わったものでは消しゴムなどもあり、ソフトウェア側で対応していれば自動的に消去の処理に切り替わる。デザインや写真修正で使用するスプレー用ハンドピース型のものや、複数のボタンを装備して、それぞれに異なる機能呼び出しを設定できるもの、またゴムグリップなど専門職ユーザー用途に特化した製品も用意されている。

### 専用マウス
タブレットを通常のマウスのマウスパッドのような感覚で使うことができる、マウス状の機器が使えるものもある。位置だけでなく、マウスの角度を感知する機能や、より多くのボタンやホイールが搭載された製品もあり、用途に応じてさまざまな大きさ・形状の製品が販売されている。製図などの紙を大型のタブレット上に置き、ポイントの絶対座標を入力する、というのがもともとの目的であるため、十文字の刻まれた透明パネルが付いているものもある。

## 発展
ペンタブレットと液晶ディスプレイを統合した液晶ペンタブレットもある。ディスプレイとデバイスが別物であるペンタブレットと異なり、ディスプレイに直接描画する感覚で操作できるため、より直感的な入力が可能となる。ペンタブレット同様イラスト・絵画製作に用いられるのは当然として、タッチスクリーンに近い直感的操作が可能なため110番の受理台用端末や電子カルテ、会議などの発表者用端末、テレビ会議システム用端末、クイズ番組などの回答者用端末など幅広い用途で利用されている。
付加機能として単体で発売されているものもあり、スタンドから簡単に取り外せたり、また任意の角度で固定できるものもある。
なお、液晶以外にも板状のディスプレイ技術は多数あり、それらとペンタブレットを組み合わせた製品もあるが（例：有機EL搭載ペンタブレット）、これらを含む総称として液晶ペンタブレットまたは液タブと呼ばれる事もある。
指で操作し、それ単体でPCとして動作するタブレットと、ペンで操作し、PC内蔵の特殊な型でない限りPCに繋いで使用する前提の液晶ペンタブレットは目的が異なるものではあるが、iPadが専用ペンApple Pencilを使えたり、ハイグレードの液晶ペンタブレットはマルチタッチが導入されていたりなど、主に高価格帯では双方の操作が互いに取り入れられつつある。
一方で、ペンでの操作中にディスプレイに置いた手による誤操作が起こるため、マルチタッチを手動でオフにする、ソフトウェア側で自動で誤検出対策を行う、置いた手が直接触れないよう3本指の露出した変則的な指抜きグローブで防ぐ、などの対策が行われている。